# ولسوالی یکاولنگ
یَکاوْلَنگ یکی از ولسوالی‌های ولایت بامیان واقع در افغانستان است.

## نام
پسوند «النگ» یا «لنگ»، در ترکیب نام‌واژه بسیاری از جای‌ها مانند یکاولنگ/ یکه‌اولنگ، سالنگ، میرزا النگ و… وجود دارد. در فرهنگ فارسی به معنای دیوار جنگی و در فرهنگ ترکی به نام سبزه زار معنی شده است.
در واژهٔ یکه‌النگ هم معنای دیوار قلعه جنگی مناسبت دارد و هم سبزه‌زار. در یکه‌النگ، قلعه‌ها و دژهای بسیار مهم، استراتژیک و کهن تاریخی وجود دارد مانند شار_بربر، فیروز_بهار، گوهرگین و چهل_برج و هم سبزه زارهای مختلف مثل چمن یکاولنگ در نَیک.

## جغرافیا
ولسوالی یکاولنگ در نقطه ۳۴°۵۸′۴۸″ شمالی ۶۶°۵۷′۰۰″ شرقی / ۳۴٫۹۸۰۰۰°شمالی ۶۶٫۹۵۰۰۰°شرقی قرار دارد. این ولسوالی از غرب مرکز بامیان از جانب شمال با ولسوالی دره صوف سمنگان، از طرف جنوب با ولسوالی پنجاب بامیان واز طرف غرب با ولسوالی بلخاب ولایت سر پل متصل است. سالانه هزاران تن به شمول سیاحان خارجی از بند امیر که دارای هفت بند زیبا و طبیعی است، دیدن می‌نمایند که از این درک، عاید خوبی برای مردم محل و دولت بدست می‌آید.

## اماکن دیدنی
در یکاولنگ دریاچه طبیعی بند امیر اولین پارک ملی افغانستان وجود دارد که یکی از جاذبه‌های معروف گردشگری در افغانستان می‌باشد.
چهل برج نیز از اماکن تاریخی و مکان‌های گردشگری بوده که نشانه‌های قلعه نظامی و مرکز تمدنی کهن را نشان می‌دهد.

## تقسیم ولسوالی
محمد طاهر زهیر والی وقت بامیان در ۲ عقرب سال ۹۵ ولسوالی حصه دوم بامیان را افتتاح کرد و یکاولنگ به دو بخش اداری حصه اول یکاولنگ و حصه دوم یکاولنگ تقسیم شد.

## اقتصاد
باشندگان این ولسوالی اکثراً در زراعت مصروف هستند و بخش عمده مخارج خانواده‌های شانرا از محصولات زراعتی و مالداری بدست می‌آورند.

## ترابری
سرک ارتباطی مرکز ولایت بامیان تا یکاولنگ در سال‌های اخیر آسفالت شده؛ این سرک سهولت‌های زیادی را برای باشندگان مرکز این ولسوالی ایجاد کرده است. اما هنوز مردم به ترانسپورت دست رسی ندارند و حمل و نقل باشندگان این ولسوالی بیشتر توسط حیوانات مانند خر، اسب و گاو صورت می گرد.